# Sân bay Trường Hải
Sân bay Trường Hải (IATA: CNI, ICAO: ZYCH) là một sân bay dân dụng tại Trường Hải, thuộc thành phố Đại Liên, tỉnh Liêu Ninh, Trung Quốc. Sân bay này có đường băng dài 850 mét (2.789 ft) và là sân bay dân dụng cấp huyện đầu tiên khi nó bắt đầu hoạt động vào tháng 11 năm 1988. Năm 1996 nó bị đóng cửa, tuy nhiên đã hoạt động trở lại vào ngày 2 tháng 2 năm 2008.